# Droits LGBT au Kazakhstan
Les lesbiennes, gays, bisexuels et transgenres (LGBT) au Kazakhstan font face à des défis juridiques et sociaux non rencontrés par les personnes non-LGBT. L'homosexualité y est légale, mais les couples de même sexe ne bénéficient pas des mêmes protections que les couples hétérosexuels.

## Légalité de l’homosexualité
L'homosexualité tant masculine que féminine est légale au Kazakhstan depuis 1998. L'âge de consentement est de 16 ans, et est identique pour les relations sexuelles tant hétérosexuelles qu'homosexuelles.
Avant 1997, l'article 104 du code pénal criminalisait la sodomie. Cette loi correspondait à la section 121 du code pénal de l'Union des républiques socialistes soviétiques, qui ne criminalisait que les relations anales entre hommes.

## Identité de genre
À partir de 2003, les personnes trans sont autorisées à changement leur genre sur les documents officiels. Toutefois un diagnostic préalable de « trouble de l'identité de genre », qui implique de nombreux tests médicaux et psychiatriques. En 2011, de nouvelles recommandations sont établies et permettent le changement de genre dans les documents officiels seulement après une chirurgie de réattribution sexuelle, un examen physique et psychiatrique, un traitement hormonal et une stérilisation. De plus, les personnes de moins de 21 ans ne sont pas autorisées à entamer cette démarche,.

## Armée
Les personnes LGBT sont interdites de servir dans les forces armées kazakhes.

## Liberté d'expression
En 2015, la Cour constitutionnelle déclare inconstitutionnelle, une loi ayant pour objectif de pénaliser la « propagation » de l’homosexualité, sur le modèle de l'interdiction législative de la propagande homosexuelle en Russie. Une loi de 1996 sur les réunions en assemblée publique restreint les possibilités d'obtenir le statut d’ONG pour les organisations.
En 2024, une pétition mise en place appelant à bannir la « propagande LGBT » atteint les 50 000 signatures requises pour forcer le gouvernement à organiser une discussion publique sur le sujet. Une réunion est organisée en août 2024, et le gouvernement annonce la création d'un groupe de travail pour examiner la question.

## Conditions de vie
Selon les données de l'ONUSIDA, en 2017 la prévalence du virus de l'immunodéficience humaine (VIH) au Kazakhstan parmi les hommes ayant des rapports sexuels avec des hommes est de 3,2 %, alors qu'elle est de 0,2 % pour la population totale.